# هيرب رو
هيرب رو (بالإنجليزية: Herb Roe)‏ هو رسام أمريكي، ولد في 1974 في بورتسموث في الولايات المتحدة.